# Отравление Ющенко

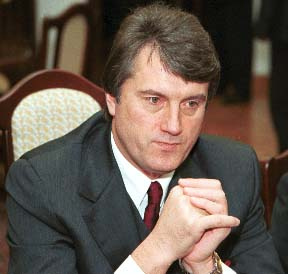
Фотография Ющенко, сделанная до отравления

5 сентября 2004 года через несколько часов после ужина на даче зам. главы СБУ Владимира Сацюка оппозиционный кандидат в президенты Украины Виктор Ющенко внезапно тяжело заболел. Вскоре ему было диагностировано отравление диоксином.
Главным подозреваемым в открытом прокуратурой уголовном деле по факту отравления был Владимир Сацюк, на даче которого прошёл ужин. Следствию не удалось доказать причастность Сацюка.
Через некоторое время подозреваемые в организации отравления сбежали в Россию. Несмотря на смертельную болезнь, Ющенко пережил атаку и с обезображенным лицом вернулся к президентской кампании.
Вместо устранения кандидата в президенты атака увеличила его популярность. 26 декабря 2004 года бо́льшая часть избирателей Украины проголосовала за Ющенко.
Оппонентами Ющенко и самими виновниками отравления для дезинформации были запущены многочисленные версии о том, что отравления не было.
Историки Михаил Станчев и Юрий Фельштинский характеризуют произошедшее как ещё одну попытку России установить контроль над Украиной: если бы отравление удалось, к власти в Украине в 2004 году пришёл бы пророссийский кандидат Виктор Янукович.

## Хронология

### 2004
Кандидат в президенты Украины Виктор Андреевич Ющенко, согласно утверждению ряда своих политических сторонников, стал жертвой намеренной «попытки уничтожения» во время ужина на даче бывшего заместителя главы службы безопасности Украины Владимира Сацюка 5 сентября 2004 года.
17 сентября 2004 вице-спикер Верховной Рады А. Зинченко с трибуны Верховной Рады сделал заявление, что 5 сентября 2004 кандидат в президенты В. Ющенко был отравлен неизвестным ядом. Версия о диоксиновом отравлении возникла через неделю — после того, как у Ющенко (во время лечения в австрийской клинике) возникла «асимметрия лица» — внешние признаки отравления были достаточно характерны для диоксиновой интоксикации, хотя «политические противники Ющенко» говорили в основном о пищевом отравлении. Бывший директор Киевского НИИ фармакологии и токсикологии профессор Иван Чекман говорил: «Во время войны во Вьетнаме диоксином обрабатывали леса для того, чтобы избавить деревья от листвы. Естественно, страдали от действия этого яда вьетнамцы, скрывающиеся в лесах. И у них после этого лица были такие же, как сейчас у Виктора Ющенко. Но вьетнамцы как нация не вымерли. Так что говорить о плохом прогнозе для Виктора Андреевича нет оснований».
Евгений Червоненко, начальник охраны Ющенко, заявил, что отравление Виктора Ющенко было выгодно не власти, а одному из оппозиционных лидеров — Александру Морозу.

### 2008
Министр здравоохранения Украины, один из руководителей совместной украинско-швейцарской группы специалистов, которая занималась лечением Президента Украины от отравления, Василий Князевич, сообщил, что отравление доказано.
Бывший личный врач-дерматолог Президента Украины Виктора Ющенко Ольга Богомолец не видела у своего пациента симптомов пищевого отравления.
Международная группа врачей с Украины, из Швейцарии, Франции и Японии, которая проводила лабораторно-диагностическое обследование состояния В. Ющенко, принимала участие в лечении и консультациях, считает последние заявления на тему отравления спекуляциями.
11 июня швейцарский дерматолог Жан-Илер Сора (Jean-Hilaire Saurat), который лечит Виктора Ющенко с 2004 года, заявил на пресс-конференции, что «несколько европейских лабораторий на запрос украинской прокуратуры представили результаты обследований, которые свидетельствуют о наличии в теле Виктора Ющенко дозы диоксина, которая „в 10 000 раз превышала допустимую норму“». Благодаря лечению 90 % диоксина было выведено из организма.

### 2009
2 февраля 2009 Ростислав Валихновский, личный врач Ющенко, заявил, что из организма высокопоставленного пациента выведено 95 процентов диоксина.
По мнению историка спецслужб Бориса Володарского, «нет сомнения, что Ющенко отравили российские службы».
9 августа известный медицинский журнал Lancet опубликовал результаты исследований, согласно которым, диоксин в организме Ющенко был настолько чистым, что мог быть произведён только в лабораторных условиях. «Авторы статьи утверждают, что жизнь Виктору Ющенко спасли доброкачественные новообразования, испещрившие кожу его лица (а позже — и всего тела) вскоре после отравления. По мнению группы швейцарских врачей под руководством дерматолога Жана Саурат, лечившей президента в Швейцарии, именно эти новообразования позволили изолировать диоксин и не дали яду распространиться на жизненно важные органы. Гамартома — это лишь новое устройство нормальной клетки, просто перестроившейся иначе. Так что можно считать кожу органом детоксикации».
25 сентября Генеральная прокуратура Украины заявила, что следствием отрабатывалось множество версий, а не одна (как считает ВСК ВР), что версия о фальсификации была проверена и опровергается «выводами судебно-медицинской экспертизы, историей болезни Ющенко В. А., подкреплённой результатами систематических лабораторных исследований его биологических образцов за период с января 2005 года по июнь 2008 года, допросами врачей, учёных, экспертов и пр.» Генеральная прокуратура заявила, что «Ющенко В. А. умышленно отравлен токсическим веществом 2,3,7,8-ТХДД (тетрахлородибензо-пара-диоксин) с целью посягательства на его жизнь» и этот факт установлен следствием по делу. Генпрокуратура также отвергла, что предупреждение Чередниченко об увольнении связано с подачей ею рапорта о фальсификациях, и что сама Чередниченко не была уволена из Генпрокуратуры.

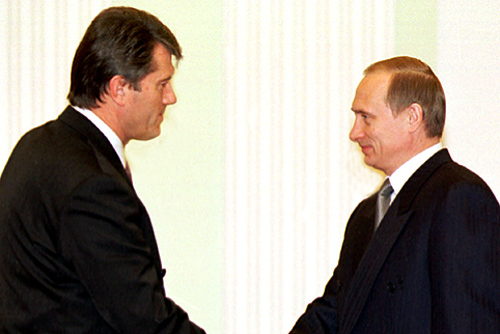
Внешний вид Ющенко до отравления (21.1.2000, встреча с исполняющим обязанности президента России В. Путиным)
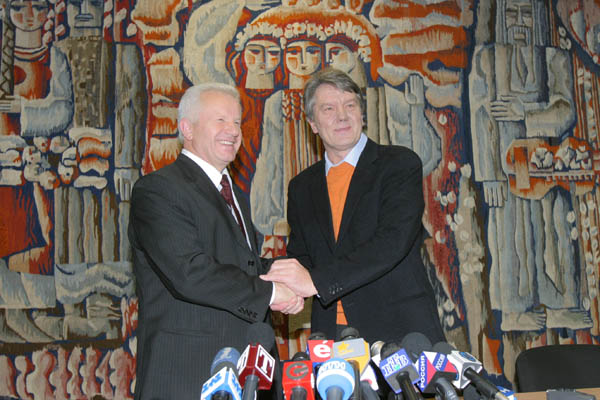
Внешний вид Ющенко после отравления (встреча с А. Морозом во время Оранжевой революции, 2004)
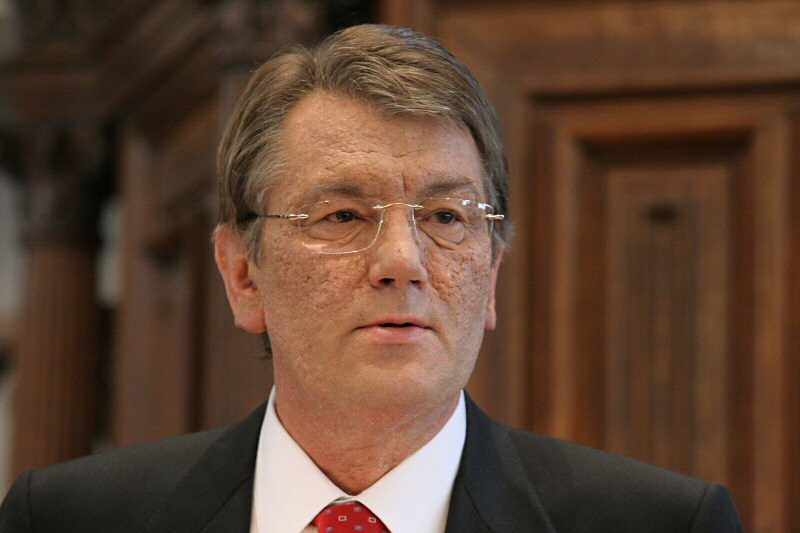
Ющенко в университете Амстердама, 2006
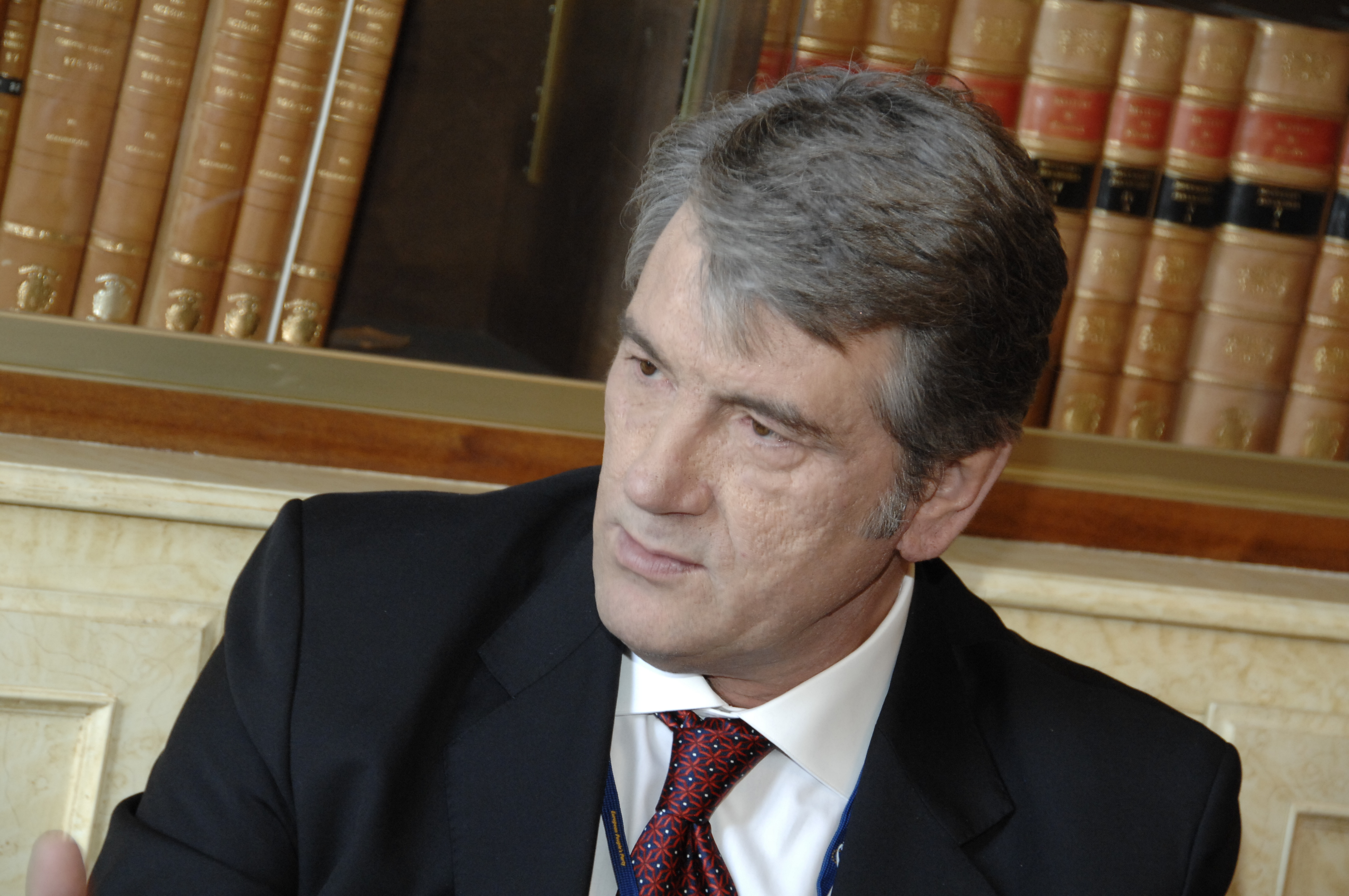
Ющенко в марте 2009

## Версии отравления

### Версии, отрицающие отравление Ющенко диоксином с целью причинения ему вреда
Ряд дезинформационных кампаний были организованы после отравления. В 2010 году утверждалось, что отравление Ющенко было сфальсифицировано. В 2018 году в российской прессе утверждалось, что отравление было провокацией, а Ющенко был отравлен в ходе косметических процедур. В июле 2019 года главный военный прокурор Украины Анатолий Матиос утверждал, что по мнению бывшего следователя по делу отравления Ющенко генерала Игоря Козлова, которым тот поделился с Матиосом в ходе личной беседы, отравления не было.

### Версии, предполагающие отравление Ющенко диоксином с целью причинения ему вреда

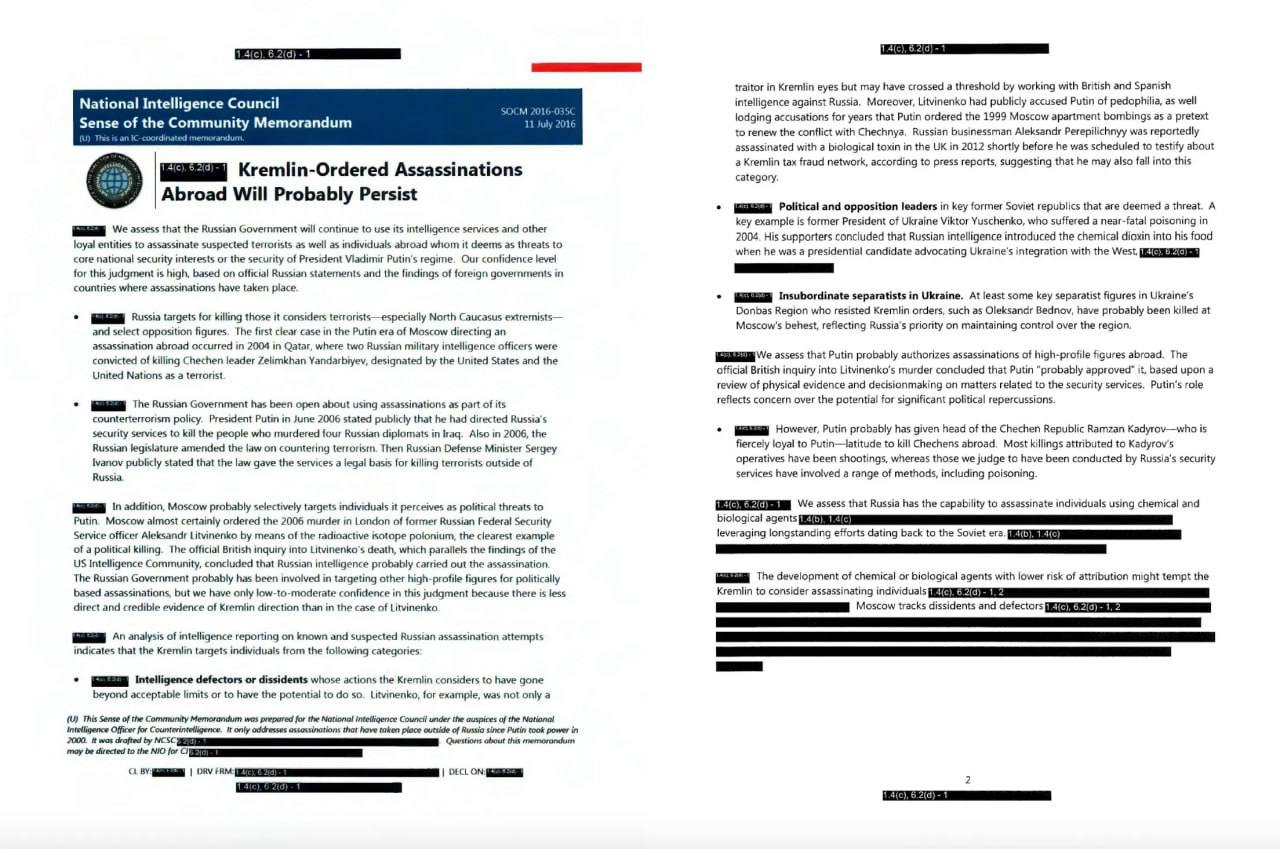
Обнародованные журналистом Джейсоном Леопольдом данные разведки США

Отравление на ужине (5.9.2004; около 18:30) на даче Шульги (один из владельцев сети магазинов «Фокстрот» (торговля бытовой техникой и электроникой); Шульга скоропостижно скончался при аресте — в райотделе милиции в Киеве, в 2007 году). На том ужине подавали: рыбу, суши; пили красное вино. По свидетельству Жвании — там был «полноценный ужин».
Отравление на ужине (5.9.2004; около 23:30) на даче Сацюка (заместитель «председателя СБУ»), во время встречи Ющенко и Председателя СБУ Смешко (на эту встречу дал разрешение президент Кучма). Обслуживали «ужин» несколько человек, среди которых были два узбекских повара, специально приглашённых для приготовления фирменного плова. Кроме плова, вся остальная пища находилась в общих тарелках. Жвания утверждал, что у Сацюка — ни Ющенко, ни сам Жвания — почти ничего не ели, потому что были сыты после «ужина у Шульги». Встреча была организована по инициативе Давида Жвании и несколько раз переносилась. На ужин Ющенко приехал с опозданием на 4 часа. Однако эта версия не отвечает на вопрос относительно организаторов и исполнителей преступления.